# Глобален индекс за конкурентоспособност
Глобалният индекс за конкурентоспособност (The Global Competitiveness Report) e годишен отчет на Световния икономически форум. Първият отчет е направен през 1979 г. Отчетът за 2009 – 2010 обхваща 133 икономики, което е с една по-малко за разлика от предходния отчет, тъй като Молдова е изключена поради липса на данни от изследвания.
През 2019 г., с индекс 84,8, Сингапур води класацията за най-конкурентоспособна икономика в света. България е с индекс 64,9 и се нарежда на 49-о място.
Индексът показва възможностите на страните да осигурят просперитет за своите граждани.
Докладът „прави оценка на способността на страните да предоставят високи нива на просперитет за своите граждани. Това от своя страна зависи от това колко продуктивно дадена страна използва наличните ресурси. Следователно, Глобалният индекс за конкурентоспособност измерва структурата от институциите, политиките и факторите, които определят устойчивите тенденции и средносрочни нива за икономически просперитет.“ 
За да постигне максимална обективност, методиката на Доклада се изгражда върху 12 стълба, съставени от 111 показатели. Подбрани са така, че да отразяват максимално спецификите на всички класирани страни и по някои от тях България е на първо място, например, „влиянието на маларията върху бизнеса“. Поради това методиката предлага различни сечения на класирането, едно от най-важните от които е „фактори на иновативност и усъвършенстване“. По този масив от критерии България е на 95-о място, като по показателя „наличност на съвременни технологии“ – на 100-тно, а по „изтичане на мозъци“ – на 127-о.
Според доклада „Връхният стълб на конкурентоспособността са технологичните иновации само чрез които в дългосрочен план може да се измени стандартът на живот. Това изисква среда, която благоприятства иновационните дейности, подкрепени както от публичния, така и от частния сектор. По-специално, това означава достатъчно инвестиции в научни изследвания и развойна дейност (R&D), особено от страна на частния сектор; наличието на висококачествени научноизследователски организации; тясно сътрудничество в научните изследвания между университетите и индустрията и защита на интелектуалната собственост.“